# IFLA LRM

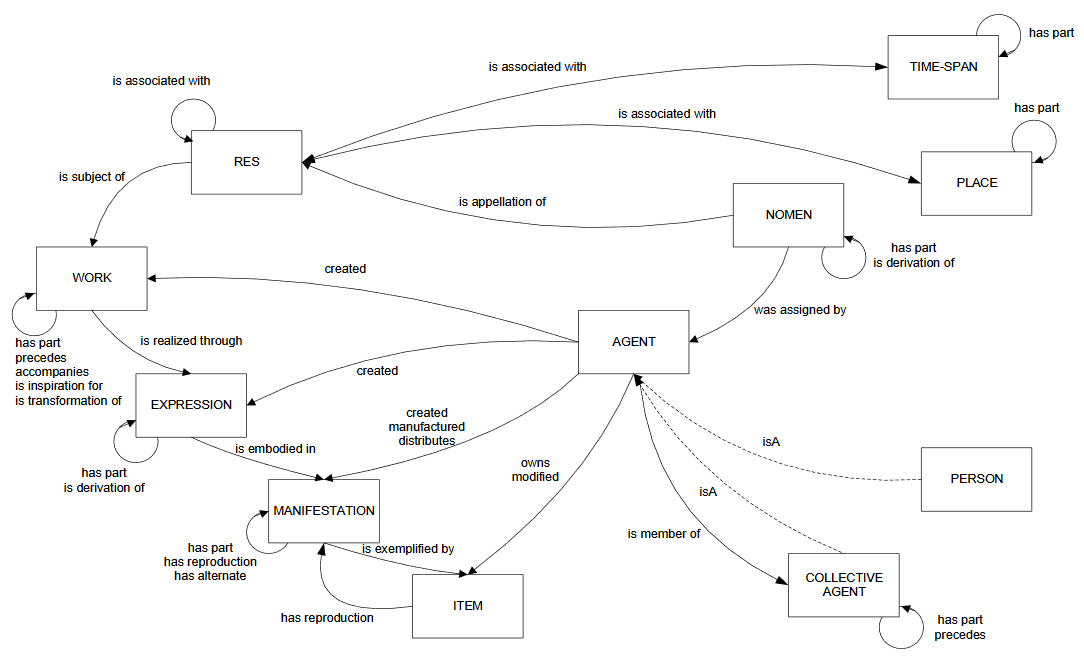
Entità e relazioni nell'IFLA RLM

IFLA LRM (Library Reference Model) è un modello di riferimento concettuale, pubblicato ad agosto 2017, per l'analisi dei metadati delle risorse bibliografiche.

## Storia
Nell'ambito delle tecniche di catalogazione bibliografica questo modello rappresenta una evoluzione dei precedenti modelli concettuali sviluppati negli anni 1990 dalla Federazione internazionale delle associazioni e istituzioni bibliotecarie (IFLA).
I 3 modelli FRBR, FRAD e FRSAD sebbene tutti creati secondo un modello logico entità-relazione, hanno adottato differenti punti di vista e differenti soluzioni per problemi comuni. Negli anni, lo sviluppo dei contesti di open linked data e del web semantico ha evidenziato tali divergenze. 
Nel 2010 furono avviati studi per la ricerca di una soluzione a tali problematiche e giungere ad un modello catalografico unificato; nel 2013 il gruppo di lavoro RDA decise di affidare ad un piccolo gruppo, il Consolidation Editorial Group, il compito di mettere a punto un testo da sottoporre alla comunità bibliotecaria. Questo gruppo, composto da Pat Riva, Patrick Le Boeuf e Maja Žumer ha presentato una prima stesura del modello in occasione della conferenza IFLA 2015. Una prima bozza è stata pubblicata il 28 febbraio 2016 con il nome FRBR Library Reference Model, or FRBR-LRM, e sottoposta a revisione da parte della comunità nei mesi di febbraio-maggio. L'approvazione finale è avvenuta il 18 agosto 2017.

## Descrizione
IFLA LRM è stato sviluppato per risolvere le incoerenze tra i tre modelli. Tutte le attività degli utenti, entità, attributi e relazioni dei tre modelli originari sono state riesaminate e le definizioni rivedute. Il risultato è un modello unico, snello e logicamente coerente che copre tutti gli aspetti dei dati bibliografici e che, allo stesso tempo, rende aggiornato il modello con le pratiche di modellazione concettuale. Ogni elemento del modello è identificato in modo univoco da un codice composto dalla sigla LRM più E (entità), o A (attributo), o R (relazione), e da un numero.
Uno dei principali cambiamenti macroscopici rispetto ai precedenti modelli riguarda il nome attribuito al modello concettuale stesso. Rispetto alla prima bozza del 2016, intitolata FRBR LRM, si sceglie di fare cadere la componente "FRBR", mantenendo solo "LRM" come acronimo di «modello di riferimento per biblioteche»; per evitare la genericità di "LRM" si è scelto di dichiarare la paternità del modello dell'IFLA.
La decisione di sopprimere la componente "FRBR", acronimo di Requisiti funzionali per record bibliografici, riflette il nuovo ambito al quale il modello si rivolge. Rispetto al modello FRBR del 1998, i modelli FRAD e FRSAD avevano manifestato un mutamento di prospettiva significativo: lo scopo dei due modelli concettuali del 2009 e del 2010 era offrire una struttura per l'analisi dei singoli dati che compongono i record di autorità (relativi a opere, agenti, soggetti), senza occuparsi delle modalità in cui tali dati sono assemblabili né della redazione dei record nel loro complesso. Il nuovo modello consolidato conferma questa evoluzione: IFLA LRM si rivolge ai singoli dati dell'intero universo bibliografico, perciò mantenere il termine "record" nel suo titolo sarebbe stato fuorviante e concettualmente inesatto. 
La scelta di rinunciare anche alla componente "requisiti funzionali" risponde alla volontà di mantenere il più alto possibile il livello di astrazione del modello concettuale, senza stabilire in modo definitivo i requisiti necessari per ogni applicazione o implementazione catalografica particolare
. 
La medesima volontà di un livello di astrazione massimizzata è alla base della ridefinizione delle entità e delle relazioni che determinano la struttura del nuovo modello. Le entità sono infatti rielaborate per ottenere una loro più generale applicabilità a tutti i tipi di risorse documentarie nel più alto numero di situazioni catalografiche possibili. L'esito finale sono le 11 entità che conta IFLA LRM:
- Res
- Opera
- Espressione
- Manifestazione
- Item
- Agente
- Persona
- Agente collettivo
- Nomen
- Luogo
- Intervallo di tempo

La prima entità, Res, è una novità rispetto ai precedenti modelli. Essa è l'entità di livello apicale, la «top entity» che comprende tutte le altre. Nel nuovo modello la Res, dal latino 'cosa', è definita «un'entità dell'universo del discorso»; nel caso del modello IFLA LRM essa rappresenta ogni entità che possa costituire oggetto di interesse - dell'utente come del catalogatore - nell'ambito dell'universo bibliografico.
Le entità del Gruppo 1 (opera, espressione, manifestazione, item) sono mantenute tali come nel modello originario FRBR. Di ciascuna entità è stata tuttavia riveduta la definizione per renderla più autonoma rispetto alle altre.
|                | FRBR | FRBR LRM |
| -------------- | --- | --- |
| opera          | Una specifica creazione intellettuale o artistica | Il contenuto intellettuale o artistico di una creazione distinta |
| espressione    | La realizzazione intellettuale o artistica di un’‘opera’ in forma alfa-numerica, musicale, o coreografica, suono, immagine, oggetto, movimento ecc., o qualsiasi combinazione di tali forme | Una distinta costellazione di segni che veicoli del contenuto intellettuale o artistico |
| manifestazione | La realizzazione fisica di un’‘espressione’ di un’‘opera’ | L’insieme di tutti i supporti che si presume condividano le stesse caratteristiche quanto a contenuto intellettuale o artistico e aspetto della forma fisica. Questo insieme è definito sia dal contenuto complessivo che dal piano di produzione del/dei supporto/i |
| item           | Un singolo esemplare di una ‘manifestazione’ | Un oggetto fisico che presenta segni risultanti da un processo di produzione e finalizzati a veicolare un contenuto intellettuale o artistico. Un singolo esemplare di una ‘manifestazione’                                                                          |

Le entità del Gruppo 2 (persona, famiglia, ente) hanno subito modificazioni più significative. Rispetto al modello originario di FRBR, poi confermato da FRAD, scompaiono le entità Famiglia e Ente, che vengono riassorbite nell'entità, con valenza maggiormente generale, Agente collettivo.
Le entità del Gruppo 3 (concetto, oggetto, evento, luogo) di FRBR sono sensibilmente ridimensionate. Del modello originario si mantiene infatti esclusivamente l'entità Luogo; si è aggiunta l'entità Intervallo di tempo. Le entità Concetto, Oggetto e Evento sono sostituite con l'entità Res, che, al massimo livello di generalità, può includere sia cose materiali o fisiche che concetti.
L'entità Nomen è derivata dalla fusione dell'entità Nome di FRAD e Nomen di FRSAD. Essa è definita come l'«associazione fra un'entità e la sua designazione».
IFLA LRM è stato progettato per essere utilizzato in ambienti di dati collegati e per supportare e promuovere l'utilizzo dei dati bibliografici in tali ambienti. Tale obiettivo ha comportato una forte riduzione del numero degli attributi rispetto ai modelli precedenti (sono 37 gli attributi definiti in IFLA LRM), per dare maggiore rilievo alle relazioni. Gli attributi, che descrivono e identificano le specifiche istanze di un'entità, non danno infatti luogo a ulteriori triple RDF che possano ampliare la rete delle informazioni bibliografiche disponibili sulle entità di interesse per l'utente. Fermo restando che ogni attributo di un'entità può essere rappresentato o come una sequenza di simboli (stringa di caratteri o numero) o come un URI che rimanda a una fonte esterna, in IFLA LRM si è deciso quindi che tutti gli attributi del secondo tipo andassero riformulati come relazioni fra due entità.
Le relazioni di base definite nei precedenti modelli sono mantenute. La grande novità di IFLA LRM è la strutturazione gerarchica del modello, che organizza le entità secondo relazioni generiche e di sovra-ordinazione e subordinazione del tipo genere/specie espresse dal designatore «èUn» (da «isA»). Vale a dire che alcune entità del modello sono definite come super-classi di entità che, nei confronti delle prime, rivestono per converso un ruolo di sottoclasse (ad es. l'entità specifica Persona è una sottoclasse dell'entità generale Agente). Ciò comporta il vantaggio di evitare ridondanze relativamente alla definizione degli attributi o delle relazioni di entità interrelate di diverso livello gerarchico, perché gli attributi e le relazioni valide per un'entità sovraordinata sono automaticamente valide anche per le entità ad essa subordinate. L'inverso tuttavia non vale.
| Primo livello | Secondo livello             | Terzo livello            |
| ------------- | --------------------------- | ------------------------ |
| LRM-E1 Res    |                             |                          |
| --            | LRM-E2 Opera                |                          |
| --            | LRM-E3 Espressione          |                          |
| --            | LRM-E4 Manifestazione       |                          |
| --            | LRM-E5 Item                 |                          |
| --            | LRM-E6 Agente               |                          |
| --            | --                          | LRM-E7 Persona           |
| --            | --                          | LRM-E8 Agente collettivo |
| --            | LRM-E9 Nomen                |                          |
| --            | LRM-E10 Luogo               |                          |
| --            | LRM-E11 Intervallo di tempo |                          |